# 24 Ore di Le Mans 1937
La 24 Ore di Le Mans del 1937 è stata la 14ª edizione della maratona automobilistica francese e si è svolta il 19 e 20 giugno 1937.

## Regolamento e organizzazione
Nel 1936, il predominio delle scuderie tedesche Mercedes-Benz e Auto Union nei Gran Premi e l'eclissi delle corse francesi avevano spinto l'Automobile Club de France (ACF) a redigere un nuovo regolamento per le auto sportive per il loro Gran Premio.
Questo aveva innescato una rinascita nell'industria automobilistica francese e l'Automobile Club de l'Ouest (ACO) scelse di allineare strettamente i propri regolamenti di gara a quelli dell'ACF. Tutte le auto ora dovevano essere solo biposto (porte opzionali). I costruttori dovevano firmare una dichiarazione attestante che almeno 30 auto erano state prodotte, vendute o erano in fase di costruzione.
Poiché il regolamento dell'ACF prevedeva un motore non sovralimentato, di cilindrata massima di 4 litri, per limitare ulteriormente l'impatto della sovralimentazione, l'ACO aumentò il rapporto di equivalenza motore da x1,4 a x1,6. Fu aggiunta anche una distanza maggiore per i motori più grandi, mentre le classi da 3 e 4 litri furono leggermente ridotte per garantire l'affidabilità dei nuovi motori francesi. L'ACO si allineò alle demarcazioni di classe internazionali AIACR, ora con otto classi ammissibili, denominate da "A" a "H". Nella fascia più bassa, la fascia passò da 1000 a 1100 cc e la classe più piccola fu quella da 500 a 750 cc.
Quest'anno il fornitore di carburante si affidò alla Esso, con quattro opzioni: la sua benzina normale, il 100% benzolo e una miscela ternaria del normale con benzolo ed etanolo. Tuttavia, la consueta quarta opzione (una miscela benzina/benzolo) fu sostituita dall'opzione del 100% benzina. Per il circuito, furono installate ulteriori recinzioni per gli spettatori alle curve Esses e Indianapolis-Arnage.
| Motore dimensioni | 1935 Minima distanza | 1937 Minima distanza | Media velocità        | Equivalenti giri |
| ----------------- | -------------------- | -------------------- | --------------------- | ---------------- |
| 6000cc+           | 2 619 km (1 627 mi)  | 2 679 km (1 665 mi)  | 111,6 km/h (69,3 mph) | 198.6 giri       |
| 5000cc            | 2 600 km (1 600 mi)  | 2 601 km (1 616 mi)  | 108,4 km/h (67,4 mph) | 192.8 giri       |
| 4000cc            | 2 569 km (1 596 mi)  | 2 552 km (1 586 mi)  | 106,3 km/h (66,1 mph) | 189.2 giri       |
| 3000cc            | 2 509 km (1 559 mi)  | 2 474 km (1 537 mi)  | 103,1 km/h (64,1 mph) | 183.4 giri       |
| 2000cc            | 2 350 km (1 460 mi)  | 2 331 km (1 448 mi)  | 97,1 km/h (60,3 mph)  | 172.8 giri       |
| 1500cc            | 2 225 km (1 383 mi)  | 2 203 km (1 369 mi)  | 91,8 km/h (57,0 mph)  | 163.3 giri       |
| 1100cc            | 2 017 km (1 253 mi)  | 2 041 km (1 268 mi)  | 85,0 km/h (52,8 mph)  | 151.3 giri       |
| 750cc             | 1 743 km (1 083 mi)  | 1 808 km (1 123 mi)  | 75,3 km/h (46,8 mph)  | 134.0 giri       |

## Gara
Questa gara è stata segnata da un enorme incidente con 6 auto alla Maison Blanche che causò la morte di 2 piloti. All'ottavo giro di gara, l'inesperto pilota amatoriale francese René Kippeurt perse il controllo della sua Bugatti T44 che rotolò più volte, fermandosi in mezzo alla strada. Il tedesco Fritz Roth, che lo seguiva da vicino, perse il controllo della sua vettura, una BMW 328, e uscì di strada facendo una capriola. Il corpo di Kippeurt fu catapultato via dalla sua auto a circa 100 metri dal relitto. Nel tentativo di evitare l'auto di Roth, il britannico Patrick "Pat" Fairfield si schiantò contro la Bugatti di Kippeurt. L'auto di Fairfield venne successivamente speronata dalla Delahaye 135CS di Jean Trémoulet che a sua volta venne investita dalla Talbot T150C guidata da un conte argentino che correva con lo pseudonimo di "Raph", e dalla Riley TT Sprite di Raoul Forestier. Nell'incidente rimase coinvolta anche un'Adler guidata da un imprecisato pilota tedesco. Kippeurt morì sul colpo mentre Fairfield morì in ospedale 2 giorni dopo. Trémoulet e Raph, invece, rimasero feriti.

## Classifica finale
I vincitori di ogni classe sono indicati in grassetto.
| Pos     | Classe | N° | Team                       | Piloti                                                 | Telaio                                       | Gomme | Giri |
| Pos     | Classe | N° | Team                       | Piloti                                                 | Motore                                       | Gomme | Giri |
| ------- | ------ | -- | -------------------------- | ------------------------------------------------------ | -------------------------------------------- | ----- | ---- |
| 1       | 5.0    | 2  | Roger Labric               | Jean-Pierre Wimille Robert Benoist                     | Bugatti Tipo 57G Tank                        | D     | 243  |
| 1       | 5.0    | 2  | Roger Labric               | Jean-Pierre Wimille Robert Benoist                     | Bugatti 3.3L I8                              | D     | 243  |
| 2       | 5.0    | 14 | Joseph Paul                | Joseph Paul Marcel Mongin                              | Delahaye 135CS                               | D     | 236  |
| 2       | 5.0    | 14 | Joseph Paul                | Joseph Paul Marcel Mongin                              | Delahaye 3.6L I6                             | D     | 236  |
| 3       | 5.0    | 10 | Ecurie Bleue               | René Dreyfus Henri Stoffel                             | Delahaye 135CS                               | D     | 231  |
| 3       | 5.0    | 10 | Ecurie Bleue               | René Dreyfus Henri Stoffel                             | Delahaye 3.6L I6                             | D     | 231  |
| 4       | 5.0    | 19 | Société R.V.               | Jacques de Valence de Minardiere Louis Gérard          | Delage D6-70                                 | D     | 215  |
| 4       | 5.0    | 19 | Société R.V.               | Jacques de Valence de Minardiere Louis Gérard          | Delage 3.0L I6                               | D     | 215  |
| 5       | 1.5    | 37 | J.M. Skeffington           | Viscount John Melville Skeffington R.C. Murton-Neale   | Aston Martin 1½ Ulster                       | D     | 205  |
| 5       | 1.5    | 37 | J.M. Skeffington           | Viscount John Melville Skeffington R.C. Murton-Neale   | Aston Martin 1.5L I4                         | D     | 205  |
| 6       | 2.0    | 33 | Adler                      | Peter Graff Orssich Rudolf Sauerwein                   | Adler Super Trumpf Rennlimousine             | E     | 205  |
| 6       | 2.0    | 33 | Adler                      | Peter Graff Orssich Rudolf Sauerwein                   | Adler 1.7L I4                                | E     | 205  |
| 7       | 2.0    | 26 | Émile Darl'mat             | Jean Pujol Marcel Contet                               | Darl'mat DS                                  | D     | 203  |
| 7       | 2.0    | 26 | Émile Darl'mat             | Jean Pujol Marcel Contet                               | Peugeot 2.0L I4                              | D     | 203  |
| 8       | 2.0    | 25 | Émile Darl'mat             | Charles de Cortanze Maurice Serre                      | Darl'mat DS                                  | D     | 203  |
| 8       | 2.0    | 25 | Émile Darl'mat             | Charles de Cortanze Maurice Serre                      | Peugeot 2.0L I4                              | D     | 203  |
| 9       | 2.0    | 34 | Adler                      | Otto Löhr Paul von Guilleaume                          | Adler Super Trumpf Rennlimousine             | E     | 202  |
| 9       | 2.0    | 34 | Adler                      | Otto Löhr Paul von Guilleaume                          | Adler 1.7L I4                                | E     | 202  |
| 10      | 2.0    | 27 | Émile Darl'mat             | Daniel Porthault Louis Rigal                           | Darl'mat DS                                  | D     | 197  |
| 10      | 2.0    | 27 | Émile Darl'mat             | Daniel Porthault Louis Rigal                           | Peugeot 2.0L I4                              | D     | 197  |
| 11      | 2.0    | 31 | C.T. Thomas                | Mortimer Morris-Goodall Robert Peverell Hichens        | Aston Martin Speed Model                     | D     | 193  |
| 11      | 2.0    | 31 | C.T. Thomas                | Mortimer Morris-Goodall Robert Peverell Hichens        | Aston Martin 2.0L I4                         | D     | 193  |
| 12      | 1.1    | 48 | Just-Emile Vernet          | Just-Emile Vernet Suzanne Largeot                      | Simca-Fiat 6CV                               | D     | 171  |
| 12      | 1.1    | 48 | Just-Emile Vernet          | Just-Emile Vernet Suzanne Largeot                      | Fiat 1.0L I4                                 | D     | 171  |
| 13      | 1.5    | 36 | A.C. Scott                 | Archie Scott Ted Halford                               | HRG 1500 Le Mans                             | D     | 163  |
| 13      | 1.5    | 36 | A.C. Scott                 | Archie Scott Ted Halford                               | Meadows 1.5L I4                              | D     | 163  |
| 14      | 1.1    | 42 | M.K.H. Bilney              | M.K.H. Bilney Joan Richmond                            | Ford Ten GB                                  | D     | 161  |
| 14      | 1.1    | 42 | M.K.H. Bilney              | M.K.H. Bilney Joan Richmond                            | Ford 1.1L I4                                 | D     | 161  |
| 15      | 1.1    | 49 | H. Lesbros                 | Dimitri Calaraseano H. Lesbros                         | Adler Trumpf Junior                          | E     | 160  |
| 15      | 1.1    | 49 | H. Lesbros                 | Dimitri Calaraseano H. Lesbros                         | Adler 1.0L I4                                | E     | 160  |
| 16      | 1.1    | 54 | Capt. G.E.T. Eyston        | Dorothy Stanley-Turner Joan Riddell                    | MG PB Midget                                 | D     | 154  |
| 16      | 1.1    | 54 | Capt. G.E.T. Eyston        | Dorothy Stanley-Turner Joan Riddell                    | MG 0.9L I4                                   | D     | 154  |
| 17      | 750    | 59 | Gordini                    | Jean Viale Albert Alin                                 | Simca-Fiat Cinq                              | D     | 145  |
| 17      | 750    | 59 | Gordini                    | Jean Viale Albert Alin                                 | Fiat 0.6L I4                                 | D     | 145  |
| SQ      | 1.1    | 46 | Gordini                    | Amedeo Gordini Philippe Maillard-Brune                 | Simca-Fiat Huit                              | D     | 137  |
| SQ      | 1.1    | 46 | Gordini                    | Amedeo Gordini Philippe Maillard-Brune                 | Fiat 1.1L I4                                 | D     | 137  |
| SQ      | 1.5    | 35 | Mme Anne-Cécile Rose-Itier | Anne-Cécile Rose-Itier Fritz Huschke von Hanstein      | Adler Trumpf Rennlimousine                   | D     | 40   |
| SQ      | 1.5    | 35 | Mme Anne-Cécile Rose-Itier | Anne-Cécile Rose-Itier Fritz Huschke von Hanstein      | Adler 1.5L I4                                | D     | 40   |
| Rit     | 5.0    | 11 | Ecurie Bleue               | Laury Schell René Carriére                             | Delahaye 135CS                               | D     | 193  |
| Rit     | 5.0    | 11 | Ecurie Bleue               | Laury Schell René Carriére                             | Delahaye 3.6L I6                             | D     | 193  |
| Rit     | 1.1    | 41 | Yves Giraud-Cabantous      | Yves Giraud-Cabantous Charles Rigoulot                 | Chenard & Walcker                            | D     | 151  |
| Rit     | 1.1    | 41 | Yves Giraud-Cabantous      | Yves Giraud-Cabantous Charles Rigoulot                 | Chenard & Walcker 1.1L I4                    | D     | 151  |
| Rit     | 5.0    | 9  | Louis Villeneuve           | Louis Villeneuve André Vagniez                         | Delahaye 135CS                               | D     | 147  |
| Rit     | 5.0    | 9  | Louis Villeneuve           | Louis Villeneuve André Vagniez                         | Delahaye 3.6L I6                             | D     | 147  |
| Rit     | 2.0    | 32 | Eddie Hertzberger          | Eddie Hertzberger Albert Debille                       | Aston Martin Speed Model                     | D     | 136  |
| Rit     | 2.0    | 32 | Eddie Hertzberger          | Eddie Hertzberger Albert Debille                       | Aston Martin 2.0L I4                         | D     | 136  |
| Rit     | 5.0    | 1  | Roger Labric               | Roger Labric Pierre Veyron                             | Bugatti Tipo 57G Tank                        | D     | 130  |
| Rit     | 5.0    | 1  | Roger Labric               | Roger Labric Pierre Veyron                             | Bugatti 3.3L I8                              | D     | 130  |
| Rit     | 1.1    | 50 | R.H. Eccles                | Mrs. Marjorie Eccles Freddie de Clifford               | Singer Nine Le Mans Replica                  | D     | 121  |
| Rit     | 1.1    | 50 | R.H. Eccles                | Mrs. Marjorie Eccles Freddie de Clifford               | Singer 1.0L I4                               | D     | 121  |
| Rit     | 5.0    | 8  | André Parguel              | André Parguel Robert Brunet                            | Delahaye 135CS                               | D     | 100  |
| Rit     | 5.0    | 8  | André Parguel              | André Parguel Robert Brunet                            | Delahaye 3.6L I6                             | D     | 100  |
| Rit     | 5.0    | 18 | Raymond de Saugé Destrez   | Raymond de Saugé Destrez Genaro Léoz Abad              | Bugatti Tipo 57S                             | D     | 99   |
| Rit     | 5.0    | 18 | Raymond de Saugé Destrez   | Raymond de Saugé Destrez Genaro Léoz Abad              | Bugatti 3.3L I8                              | D     | 99   |
| Rit     | 1.1    | 53 | Jacques Savoye             | Jacques Savoye Pierre Pichard                          | Singer Nine Le Mans Replica "Savoye Special" | D     | 93   |
| Rit     | 1.1    | 53 | Jacques Savoye             | Jacques Savoye Pierre Pichard                          | Singer 1.0L I4                               | D     | 93   |
| Rit     | 1.1    | 52 | Team Autosports            | G.H. Boughton F.H. Lye                                 | Singer Nine Le Mans Replica                  | D     | 91   |
| Rit     | 1.1    | 52 | Team Autosports            | G.H. Boughton F.H. Lye                                 | Singer 1.0L I4                               | D     | 91   |
| Rit     | 750    | 58 | Gordini                    | Adrien Alin Athos Querzola                             | Simca-Fiat Cinq                              | D     | 77   |
| Rit     | 750    | 58 | Gordini                    | Adrien Alin Athos Querzola                             | Fiat 0.6L I4                                 | D     | 77   |
| Rit     | 750    | 57 | Austin                     | Charles Dodson Bert Hadley                             | Austin 7                                     | D     | 74   |
| Rit     | 750    | 57 | Austin                     | Charles Dodson Bert Hadley                             | Austin 0.7L I4                               | D     | 74   |
| Rit     | 750    | 55 | R. Marsh                   | Kay Petre G. Mangan                                    | Austin 7                                     | D     | 72   |
| Rit     | 750    | 55 | R. Marsh                   | Kay Petre G. Mangan                                    | Austin 0.7L I4                               | D     | 72   |
| Rit     | 1.1    | 51 | Team Autosports            | Norman Black John Donald Barnes                        | Singer Nine Le Mans Replica                  | D     | 72   |
| Rit     | 1.1    | 51 | Team Autosports            | Norman Black John Donald Barnes                        | Singer 1.0L I4                               | D     | 72   |
| Rit     | 1.1    | 45 | Gordini                    | Jacques Blot Henri Ferrand                             | Simca-Fiat Huit                              | D     | 55   |
| Rit     | 1.1    | 45 | Gordini                    | Jacques Blot Henri Ferrand                             | Fiat 1.1L I4                                 | D     | 55   |
| Rit     | 2.0    | 29 | Frazer Nash                | Harold John Aldington A.F.P. Fane                      | Frazer Nash-BMW 328                          | D     | 43   |
| Rit     | 2.0    | 29 | Frazer Nash                | Harold John Aldington A.F.P. Fane                      | BMW 2.0L I6                                  | D     | 43   |
| Rit     | 5.0    | 15 | Jacques Seylair            | Jacques Seylair Paul Bénazet                           | Delahaye 135CS                               | D     | 36   |
| Rit     | 5.0    | 15 | Jacques Seylair            | Jacques Seylair Paul Bénazet                           | Delahaye 3.6L I6                             | D     | 36   |
| Rit     | 750    | 56 | John Carr                  | Charles Goodacre Dennis Buckley                        | Austin 7                                     | D     | 32   |
| Rit     | 750    | 56 | John Carr                  | Charles Goodacre Dennis Buckley                        | Austin 0.7L I4                               | D     | 32   |
| Rit     | 2.0    | 40 | Yves Giraud-Cabantous      | Charles Cotet Charles Roux                             | Chenard & Walcker                            | D     | 32   |
| Rit     | 2.0    | 40 | Yves Giraud-Cabantous      | Charles Cotet Charles Roux                             | Chenard & Walcker 1.8L Supercharged I4       | D     | 32   |
| Rit     | 5.0    | 3  | Arthur W. Fox              | Johnny Hindmarsh Charles Brackenbury                   | Lagonda LG45                                 | D     | 30   |
| Rit     | 5.0    | 3  | Arthur W. Fox              | Johnny Hindmarsh Charles Brackenbury                   | Meadows 4.5L I6                              | D     | 30   |
| Rit     | 1.5    | 39 | Ecurie Eudel               | Jean Trévoux Guy Lapchin                               | Riley Sprite TT                              | D     | 11   |
| Rit     | 1.5    | 39 | Ecurie Eudel               | Jean Trévoux Guy Lapchin                               | Riley 1.5L I4                                | D     | 11   |
| Rit     | 5.0    | 4  | Raymond Sommer             | Raymond Sommer Giovanni Battista Guidotti              | Alfa Romeo 8C 2900A Spider                   | P     | 11   |
| Rit     | 5.0    | 4  | Raymond Sommer             | Raymond Sommer Giovanni Battista Guidotti              | Alfa Romeo 2.9L Supercharged I8              | P     | 11   |
| Rit     | 5.0    | 12 | Eugéne Chaboud             | Eugéne Chaboud Jean Trémoulet                          | Delahaye 135CS                               | D     | 9    |
| Rit     | 5.0    | 12 | Eugéne Chaboud             | Eugéne Chaboud Jean Trémoulet                          | Delahaye 3.6L I6                             | D     | 9    |
| Rit     | 5.0    | 7  | André M. Embiricos         | André M. Embiricos Comte Raphaël Béthenod de las Casas | Talbot T150C                                 | D     | 9    |
| Rit     | 5.0    | 7  | André M. Embiricos         | André M. Embiricos Comte Raphaël Béthenod de las Casas | Talbot 4.0L I6                               | D     | 9    |
| Rit     | 1.5    | 38 | Ecurie Eudel               | Raoul Forestier Roger Caron                            | Riley Sprite TT                              | D     | 8    |
| Rit     | 1.5    | 38 | Ecurie Eudel               | Raoul Forestier Roger Caron                            | Riley 1.5L I4                                | D     | 8    |
| Rit     | 2.0    | 30 | BMW                        | Fritz Roth Uli Richter                                 | BMW 328                                      | M     | 8    |
| Rit     | 2.0    | 30 | BMW                        | Fritz Roth Uli Richter                                 | BMW 2.0L I6                                  | M     | 8    |
| Rit     | 2.0    | 28 | David Murray               | David Murray Pat Fairfield                             | Frazer Nash-BMW 328                          | D     | 8    |
| Rit     | 2.0    | 28 | David Murray               | David Murray Pat Fairfield                             | BMW 2.0L I6                                  | D     | 8    |
| Rit     | 3.0    | 20 | René Kippeurt              | René Kippeurt René Poulain                             | Bugatti Tipo 44                              | D     | 8    |
| Rit     | 3.0    | 20 | René Kippeurt              | René Kippeurt René Poulain                             | Bugatti 3.0L I8                              | D     | 8    |
| Rit     | 5.0    | 21 | Luigi Chinetti             | Luigi Chinetti Louis Chiron                            | Talbot T150C                                 | D     | 7    |
| Rit     | 5.0    | 21 | Luigi Chinetti             | Luigi Chinetti Louis Chiron                            | Talbot 4.0L I6                               | D     | 7    |
| Rit/NP? | 1.1    | 44 | Gordini                    | Marino Zanardi Angelo Molinari                         | SIMCA-Fiat 508 S Ballila                     | D     | 0    |
| Rit/NP? | 1.1    | 44 | Gordini                    | Marino Zanardi Angelo Molinari                         | Fiat 1.0L I4                                 | D     | 0    |

## Statistiche
- Giro più veloce – #2 Roger Labric – 5:13.0
- Distanza – 3287,938 km
- Velocità media del vincitore – 136,997 km/h